# Genova–Ventimiglia-vasútvonal

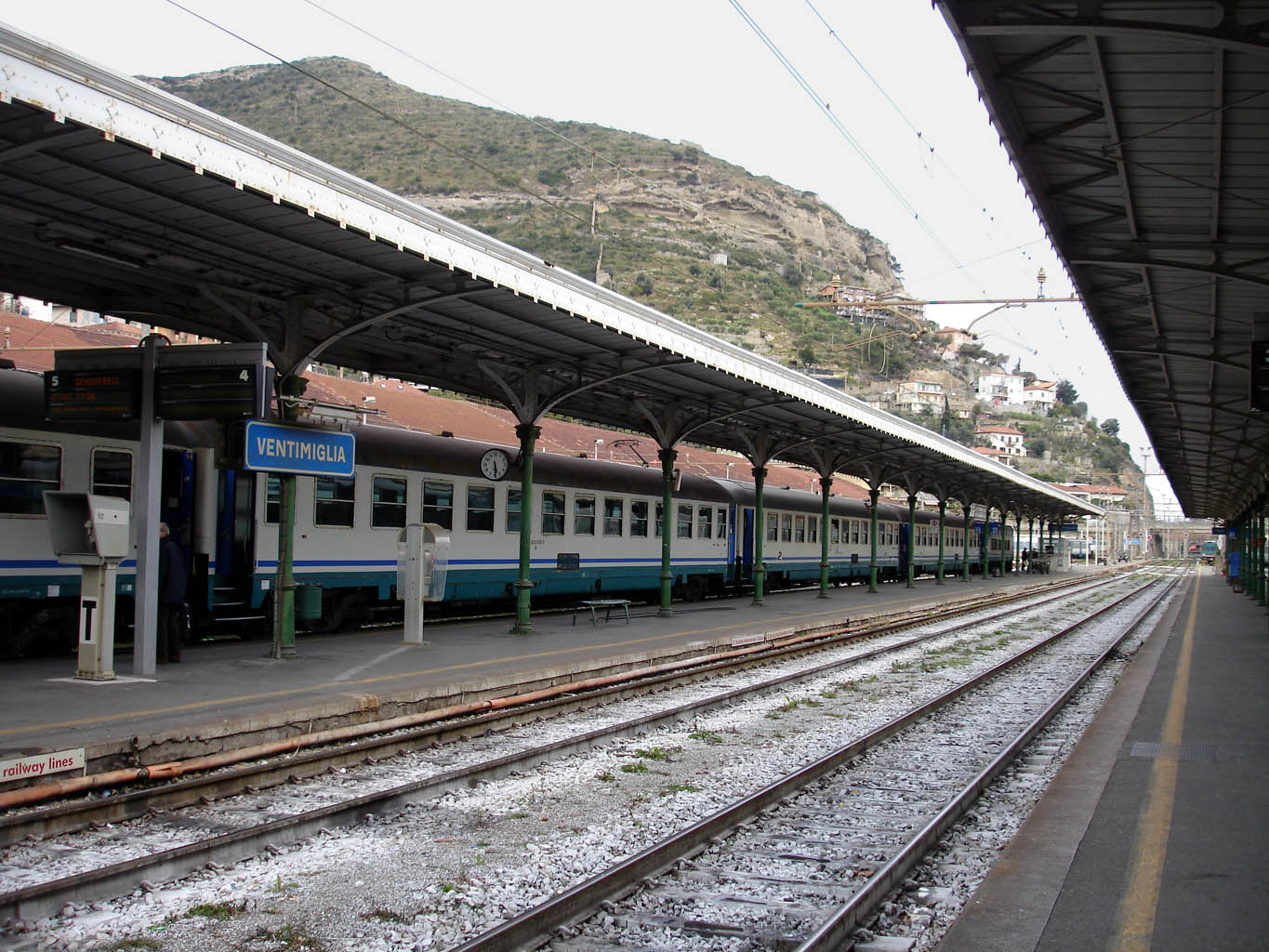
Ventimiglia pályaudvar

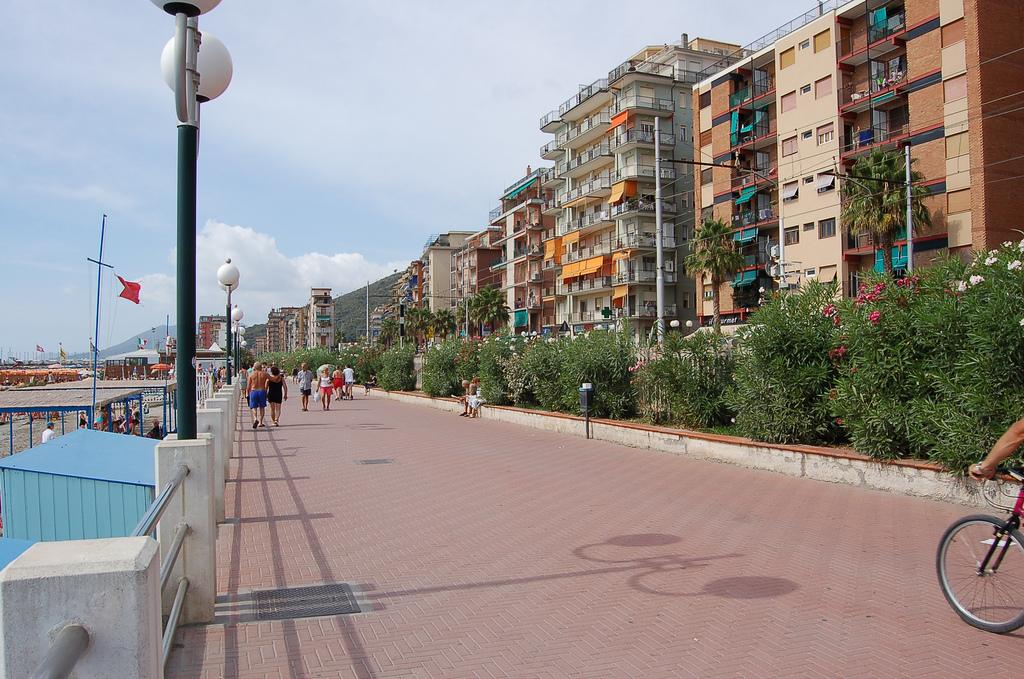
A vonal felsővezeték-rendszere a tengerpart felől nézve

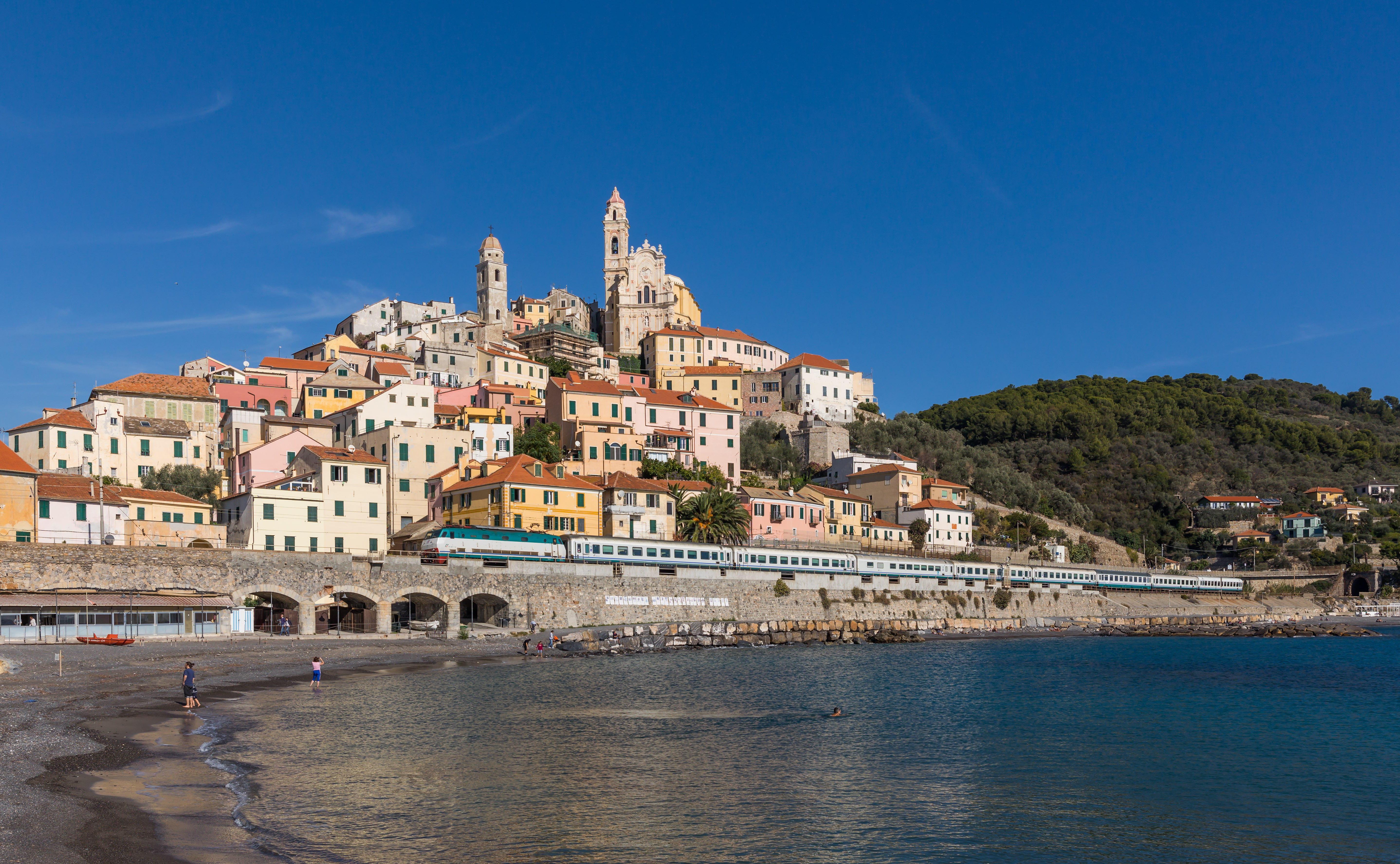
Intercity Cervo közelében

A Genova–Ventimiglia-vasútvonal egy normál nyomtávolságú, 3 kV egyenárammal villamosított 147 km hosszú vasúti fővonal Olaszországban Genova és Ventimiglia között az olasz rivérián keresztül a francia határig. A vonal folytatása a Marseille–Ventimiglia-vasútvonal.